# Бен Гамра, Яссин
Яссин Бен Гамра (араб. ياسين بن قمرة)(род. 30 января 1985 в Тунисе) — тунисский актер и телепродюсер. Он известен своим участием в нескольких мыльных операх и сериалах, в частности, своими ролями Элиеса Абд Эль Хака в «Мактубе» и Бадра Бен Салеха в «Аулед Муфиде». Он также играет в нескольких арабских и европейских фильмах под руководством таких режиссеров, как Сами Фери, Абделькадер Джерби, Питер Уэббер, Джакомо Кампиотти, Кармине Элиа и Пьер Беллони.

## Биография
Яссин Бен Гамра закончил среднюю школу в средней школе для белых отцов, где он получил степень бакалавра (технический раздел) в 2003, затем получил высшее образование в Высшем институте мультимедийных искусств в Ла-Маноубе.

## Карьера
Он начал свою актерскую карьеру в 2005 году, сыграв роль в телесериале «Кафе Джаллул» Лотфи Бен Сасси и Имеда Бен Хмиды. В 2006 году он сделал свои первые шаги в качестве телеведущего в шоу Jetset на Hannibal TV. Он играл персонажа Элиеса Абд Эль Хака в сериале «Мактуб» в течение пяти сезонов.
С 2008 по 2014 годы играл Бадра Бен Салеха в «Аулед Муфида», также в течение пяти сезонов между 2015 и 2020.
В 2011 году он выступил в L'ombra del destino Пьера Беллони. В 2012 году он сыграл роль Бахана в Омаре, историко-драматическом телесериале, созданном и транслируемом MBC 1, режиссера Хатема Али и основанном на жизни Омара ибн аль-Хаттаба, второго халифа. Ислам. В том же году он исполнил роль Матиаса в «Марии ди Назарет» Джакомо Кампиотти, а также сыграл роль Гайо в фильме «Санта-Барбара» Кармине Элиа.
В 2018 году он сыграл персонажа Хейреддина-паши в мыльной опере «Тедж эль-Хадра» Сами Фери. В том же году он прошел курс обучения в США, чтобы овладеть техникой анимации для игрового шоу. В 2019 году он снимался в «Королевствах огня» Питера Уэббера вместе с Фети Хаддауи и Сухиром Бен Амарой. В 2020 году Бен Гамра вёл и продюсировал программу L'Arena, транслируемую на El Hiwar El Tounsi.

## Конфиденциальность
Яссин Бен Гамра — последний из трех братьев и сестер, включая двух старших сестер. Он потерял отца в возрасте семи лет из-за рака поджелудочной железы. Он женился на своей давней спутнице, франко-тунисском архитекторе, 7 января 2017 года в присутствии нескольких личностей.

## Телевидение

### Серия
- 2005 : Café Jalloul Лотфи Бен Сасси и Имеда Бен Хмиды и Мохамеда Дамака (почетный гость в эпизодах 8, 9 и 24) : жених Селимы
- 2008-2014 : Мактуб (Судьба) Сами Фери : Элиес Абд Эль Хак
- 2010 : Min Ayam Mliha (В память о тех прекрасных днях) Абделькадера Джерби : Си Хайдер
- 2011 : L'ombra del destino Пьера Беллони
- 2012 : Омар Автор Хатем Али : Бахан (лидер римской армии)
- 2015-2020 : Аулед Муфида (Сыновья Муфиды) Сами Фери : Бадр Бен Салех
- 2018 : Тедж Эль Хадра Сами Фери : Хейреддин Паша
- 2019 : Kingdoms of Fire Питера Уэббера : Куртбай
- 2021-2022 : El Foundou от Saoussen Jemni : Slim
- 2022 : Бараа (Невинность) Мурада Бен Шейха и Сами Фери (почетный гость в эпизодах 1, 2, 4, 5, 8 и 21 : Юссеф
- 2023 : Джебель Ламар из Рабии Текали : Тайм

### Мини-сериал
- 2012 : Мария ди Назарет, Джакомо Кампиотти : Матиас

телефильм
- 2012 : Санта-Барбара, Кармине Элиа : Гайо

Выбросы
- 2006 : Jetset на Hannibal TV : ведущий
- 2013 : Такси (серия 6) на Ettounsiya TV : гость
- 2020 : Фекрет Сами Фери из Hédi Zaiem на El Hiwar El Tounsi : гость 42-й серии (часть 1) 2-го сезона.
- 2020-2022 : Арена на Эль-Хивар-Эль-Тунси : ведущий и продюсер
- 2023 : Тест-драйв на Эль-Хивар-Эль-Тунси : ведущий